# Gardiaan
Een gardiaan (van het Italiaanse woord voor wachter : guardiano) is een kloosteroverste bij de minderbroeders franciscanen of kapucijnen.  Deze term benadrukt de zorg die een franciscaner overste voor zijn broeders moet hebben.  Franciscus van Assisi, de stichter van de minderbroeders, benadrukte dat een gardiaan niet als een overste boven zijn medebroeders moest staan, maar eerder moet handelen als een vader die voor zijn kinderen zorgt.
De aanspreekvorm voor een gardiaan is "Wel- of Zeereerwaarde Pater".

## Trivia
In de binnenstad van 's-Hertogenbosch wordt sinds 1999 een hof "Guardianenhof" genoemd omdat op die plaats in het verleden een minderbroedersklooster gestaan heeft.